# ČT :D
ČT Déčko (nadawany na antenie jako ČT :D) – czeska stacja telewizyjna, wchodząca w skład czeskiej telewizji publicznej. Specjalizuje się w treściach dla dzieci od 4 do 12 lat. Pierwszym dyrektorem wykonawczym stacji został Petr Koliha.
Stacja ČT Déčko rozpoczęła nadawanie w dniu 31 sierpnia 2013 i nadaje od 6:00 do 20:00. Pozostały czas wykorzystuje kanał kulturalny ČT art.